# Paint the dark
Paint the dark is een studioalbum van Farpoint, een muziekgroep die hun uitgaven onregelmatig laten plaatsvinden. Kevin Jarvis lijkt de centrale man bij de band; hij trad op als muzikant, componist, muziekproducent en geluidstechnicus in de Starcross geluidsstudio. Het album bevat progressieve rock met akoestische en religieuze inslag (het album besluit met Soli Deo Gloria).

## Musici
- Dean Hallal – zang
- Kevin Jarvis – gitaar, toetsinstrumenten, mandoline, zang
- Abby Thompson – zang, piano op track 5
- Frank Tyson – basgitaar, baritongitaar, slide guitar, etc., zang
- Rick Walker – slagwerk, percussie

Met
- Christi Hunter Brownlow – viool
- Jennifer Meeks Weich – dwarsfluit

## Muziek
| Nr. | Titel                              | Duur  |
| --- | ---------------------------------- | ----- |
| 1.  | Up to you (Jarvis, Hallal, Tyson)  | 7:45  |
| 2.  | Part of me (Jarvis, Sumer Jarvis)  | 4:30  |
| 3.  | Gone (Jarvis)                      | 7:44  |
| 4.  | Half a world away (Jarvis, Walker) | 5:17  |
| 5.  | Who you are (Jarvis, Thompson)     | 6:04  |
| 6.  | Stand (Jarvis, Tyson)              | 8:18  |
| 7.  | Vision quest (Jarvis, Walker)      | 12:15 |
| 8.  | One more sunset (Jarvis)           | 5:39  |
| 9.  | Power (Jarvis, Thompson)           | 2:55  |